# Ruffieux
Ruffieux és un municipi francès situat al departament de la Savoia i a la regió d'Alvèrnia-Roine-Alps. L'any 2007 tenia 788 habitants.

## Demografia

### Població
El 2007 la població de fet de Ruffieux era de 788 persones. Hi havia 319 famílies de les quals 75 eren unipersonals (55 homes vivint sols i 20 dones vivint soles), 106 parelles sense fills, 110 parelles amb fills i 28 famílies monoparentals amb fills.
La població ha evolucionat segons el següent gràfic:
Habitants censats

### Habitatges
El 2007 hi havia 455 habitatges, 318 eren l'habitatge principal de la família, 97 eren segones residències i 40 estaven desocupats. 385 eren cases i 67 eren apartaments. Dels 318 habitatges principals, 226 estaven ocupats pels seus propietaris, 84 estaven llogats i ocupats pels llogaters i 9 estaven cedits a títol gratuït; 4 tenien una cambra, 25 en tenien dues, 55 en tenien tres, 93 en tenien quatre i 142 en tenien cinc o més. 282 habitatges disposaven pel capbaix d'una plaça de pàrquing. A 112 habitatges hi havia un automòbil i a 185 n'hi havia dos o més.

### Piràmide de població
La piràmide de població per edats i sexe el 2009 era:
| Homes | Edats   | Dones |
| ----- | ------- | ----- |
| 0     | 95 o +  | 0     |
| 0     | 90 a 94 | 0     |
| 8     | 85 a 89 | 4     |
| 0     | 80 a 84 | 4     |
| 8     | 75 a 79 | 12    |
| 20    | 70 a 74 | 16    |
| 24    | 65 a 69 | 8     |
| 12    | 60 a 64 | 28    |
| 4     | 55 a 59 | 12    |
| 20    | 50 a 54 | 8     |
| 24    | 45 a 49 | 24    |
| 32    | 40 a 44 | 36    |
| 36    | 35 a 39 | 20    |
| 24    | 30 a 34 | 40    |
| 16    | 25 a 29 | 20    |
| 16    | 20 a 24 | 12    |
| 28    | 15 a 19 | 20    |
| 32    | 10 a 14 | 20    |
| 28    | 5 a 9   | 32    |
| 20    | 0 a 4   | 24    |

## Economia
El 2007 la població en edat de treballar era de 533 persones, 406 eren actives i 127 eren inactives. De les 406 persones actives 378 estaven ocupades (199 homes i 179 dones) i 28 estaven aturades (10 homes i 18 dones). De les 127 persones inactives 57 estaven jubilades, 38 estaven estudiant i 32 estaven classificades com a «altres inactius».

### Ingressos
El 2009 a Ruffieux hi havia 324 unitats fiscals que integraven 813 persones, la mediana anual d'ingressos fiscals per persona era de 19.354 €.

### Activitats econòmiques
Dels 41 establiments que hi havia el 2007, 1 era d'una empresa extractiva, 1 d'una empresa alimentària, 1 d'una empresa de fabricació de material elèctric, 1 d'una empresa de fabricació d'elements pel transport, 2 d'empreses de fabricació d'altres productes industrials, 9 d'empreses de construcció, 6 d'empreses de comerç i reparació d'automòbils, 2 d'empreses de transport, 3 d'empreses d'hostatgeria i restauració, 1 d'una empresa financera, 3 d'empreses immobiliàries, 6 d'empreses de serveis, 3 d'entitats de l'administració pública i 2 d'empreses classificades com a «altres activitats de serveis».
Dels 11 establiments de servei als particulars que hi havia el 2009, 1 era un taller de reparació d'automòbils i de material agrícola, 1 taller d'inspecció tècnica de vehicles, 2 paletes, 1 guixaire pintor, 3 fusteries, 2 restaurants i 1 agència immobiliària.
L'únic establiment comercial que hi havia el 2009 era una botiga de menys de 120 m².
L'any 2000 a Ruffieux hi havia 27 explotacions agrícoles que ocupaven un total de 35 hectàrees.

## Equipaments sanitaris i escolars
El 2009 hi havia una escola elemental.

## Poblacions més properes
El següent diagrama mostra les poblacions més properes.